# Світова серія з тріатлону 2014
Світова серія з тріатлону в 2014 році відбулася вшосте. Вона проводилася під егідою Міжнародної федерації тріатлону з 5 квітня по 1 вересня. Складалася з восьми етапів, у тому числі з гранд-фінала, котрим завершився сезон в Едмонтоні. Чемпіонами світу стали Гвен Йоргенсен (США) і Хав'єр Гомес (Іспанія).

## Календар
У 2014 змагання проходили у восьми містах .
| Дата                  | Місце знаходження | Дистанція                  |
| --------------------- | ----------------- | -------------------------- |
| 5–6 квітня            | Окленд            | Стандартна («олімпійська») |
| 26–27 квітня          | Кейптаун          | Стандартна («олімпійська») |
| 17–18 травня          | Йокогама          | Стандартна («олімпійська») |
| 31 травня – 1 червня  | Лондон            | Спринт                     |
| 27–29 червня          | Чикаго            | Стандартна («олімпійська») |
| 12–13 липня           | Гамбург           | Спринт                     |
| 23–24 серпня          | Стокгольм         | Стандартна («олімпійська») |
| 26 серпня - 1 вересня | Едмонтон          | Великий фінал (стандартна) |

- Стандартна дистанція: плавання — 1,5 км, велоперегони — 40 км, біг — 10 км.
- Спринт: плавання — 750 м, велоперегони — 20 км, біг — 5 км.
- У Гамбургу, окрім змагання на спринтерській дистанції, також проходив чемпіонат світу в естафеті.

## Результати

#### Чоловіки
| Місто     | Золото                 | Срібло                 | Бронза                  |
| --------- | ---------------------- | ---------------------- | ----------------------- |
| Окленд    | Хав'єр Гомес (ESP)     | Джонатан Браунлі (GBR) | Аарон Ройл (AUS)        |
| Кейптаун  | Хав'єр Гомес (ESP)     | Джонатан Браунлі (GBR) | Дмитро Полянський (RUS) |
| Йокогама  | Хав'єр Гомес (ESP)     | Маріо Мола (ESP)       | Річард Мюррей (RSA)     |
| Лондон    | Маріо Мола (ESP)       | Річард Мюррей (RSA)    | Жуан Перейра (POR)      |
| Чикаго    | Хав'єр Гомес (ESP)     | Жозе Перейра (POR)     | Маріо Мола (ESP)        |
| Гамбург   | Алістер Браунлі (GBR)  | Венсан Луї (FRA)       | Джонатан Браунлі (GBR)  |
| Стокгольм | Джонатан Браунлі (GBR) | Алістер Браунлі (GBR)  | Грегор Бухгольц (GER)   |
| Едмонтон  | Алістер Браунлі (GBR)  | Маріо Мола (ESP)       | Хав'єр Гомес (ESP)      |

#### Жінки

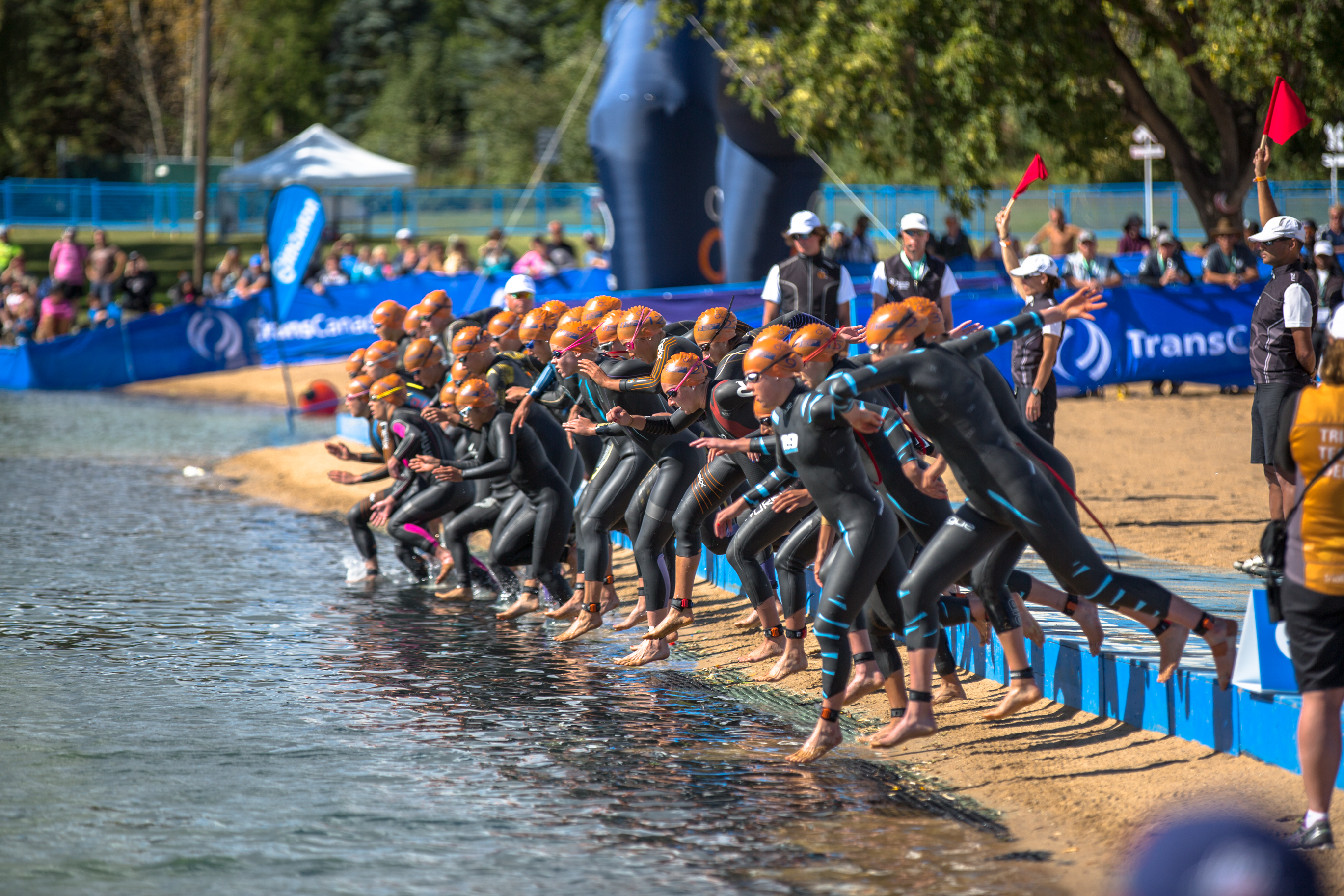
Гранд-фінал
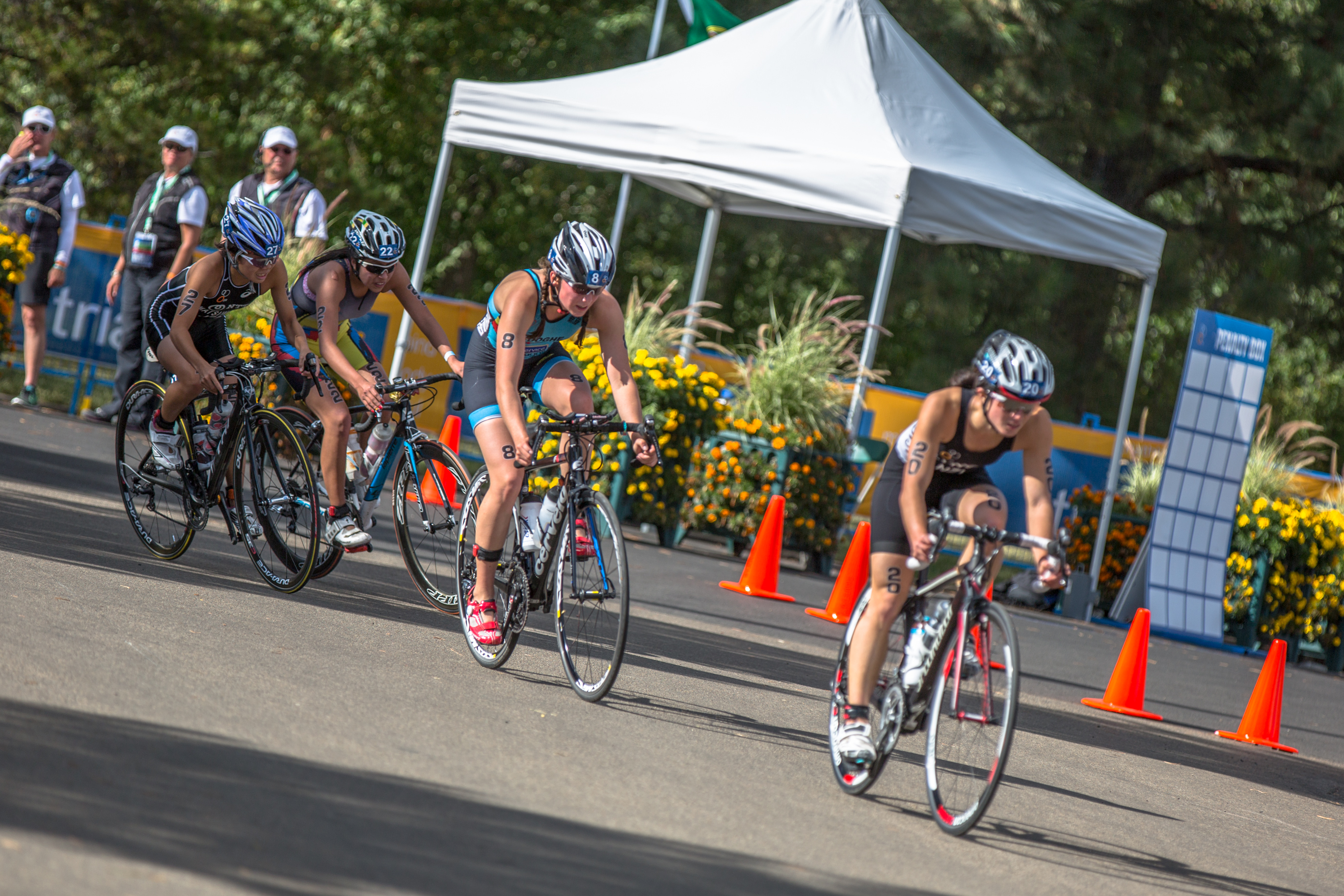
Гранд-фінал
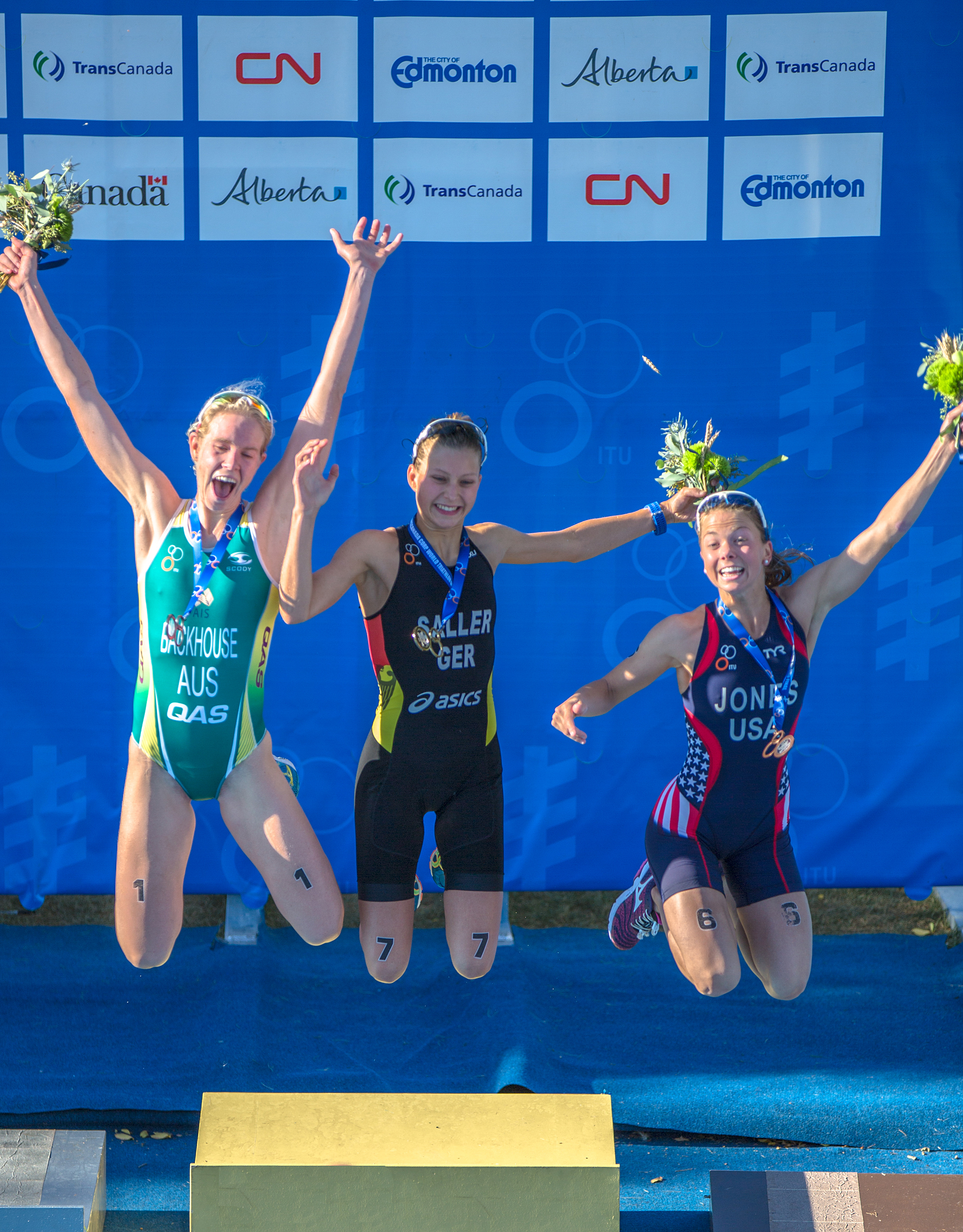
Гранд-фінал

| Місто     | Золото               | Срібло               | Бронза                 |
| --------- | -------------------- | -------------------- | ---------------------- |
| Окленд    | Джоді Стімпсон (GBR) | Анне Гауг (GER)      | Гелен Дженкінс (GBR)   |
| Кейптаун  | Джоді Стімпсон (GBR) | Гелен Дженкінс (GBR) | Гвен Йоргенсен (USA)   |
| Йокогама  | Гвен Йоргенсен (USA) | АйУеда (JPN)         | Агнешка Єржик (POL)    |
| Лондон    | Гвен Йоргенсен (USA) | Сара Грофф (USA)     | Емма Джексон (AUS)     |
| Чикаго    | Гвен Йоргенсен (USA) | Гелен Дженкінс (GBR) | Юрі Іде (JPN)          |
| Гамбург   | Гвен Йоргенсен (USA) | Емма Джексон (AUS)   | Кірстен Світленд (CAN) |
| Стокгольм | Сара Грофф (USA)     | Андреа Г'юїтт (NZL)  | Нікі Семюелс (NZL)     |
| Едмонтон  | Гвен Йоргенсен (USA) | Андреа Г'юїтт (NZL)  | Нікі Семюелс (NZL)     |

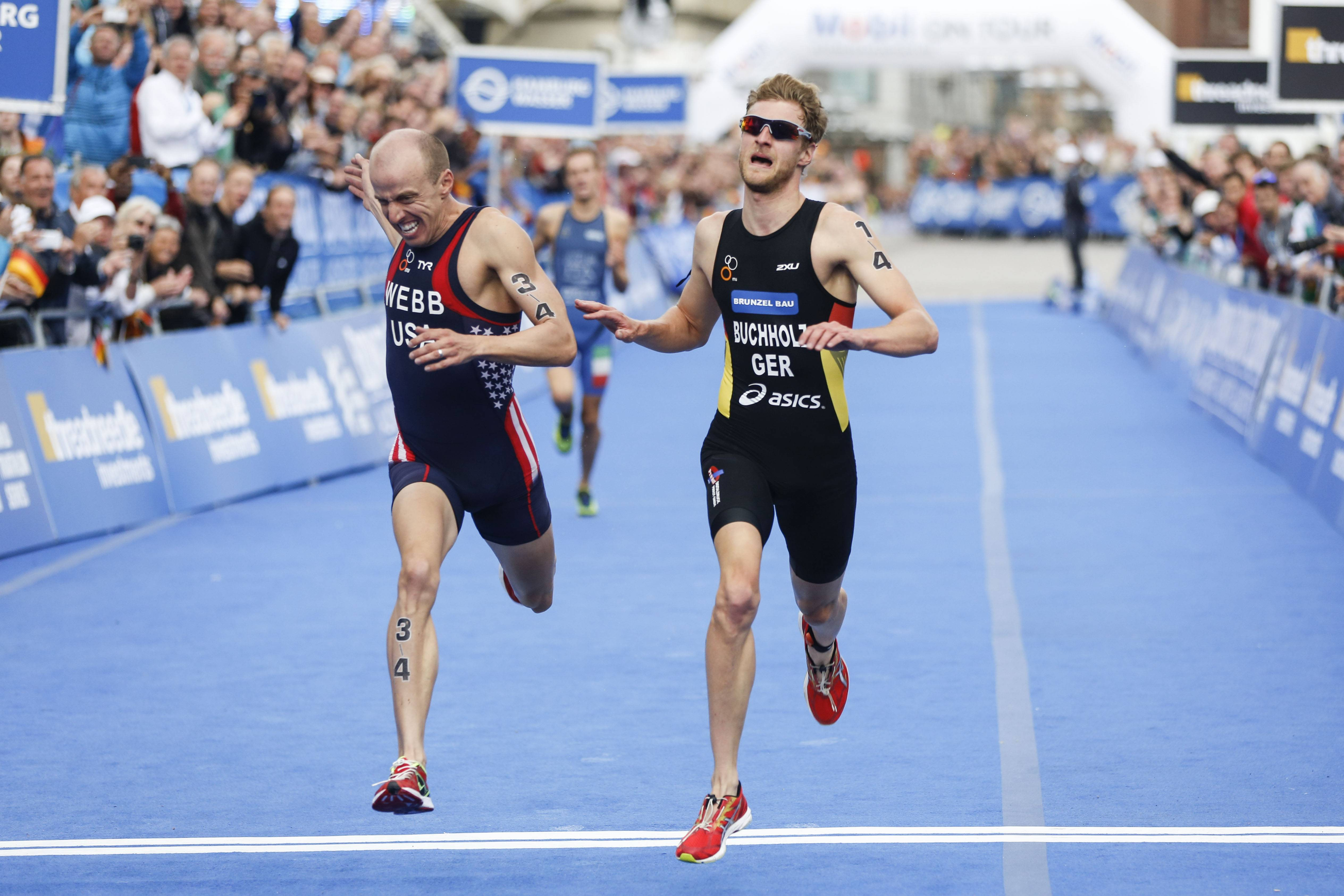
Гамбург (боротьба за третє місце)
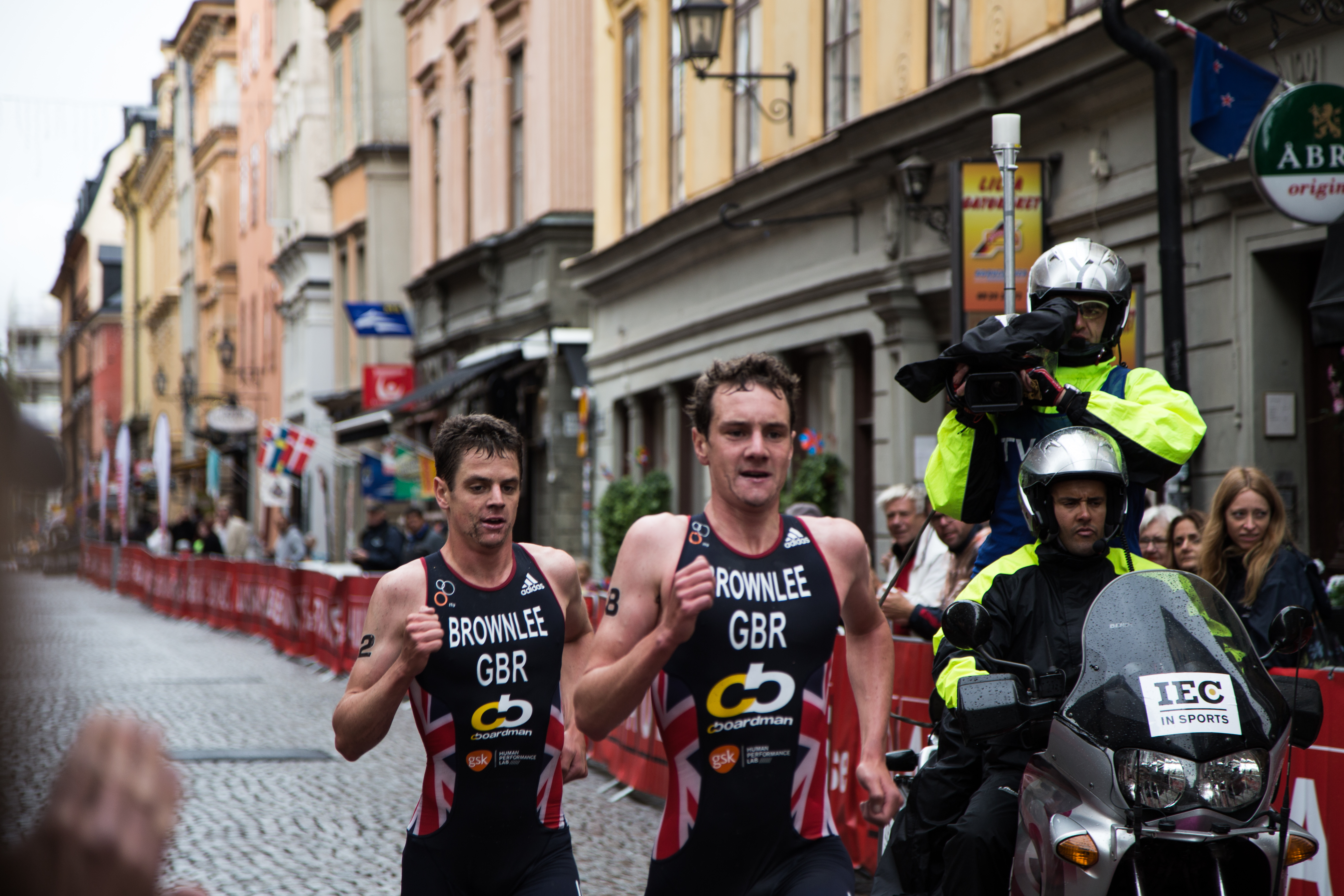
Брати Браунлі в Стокгольмі
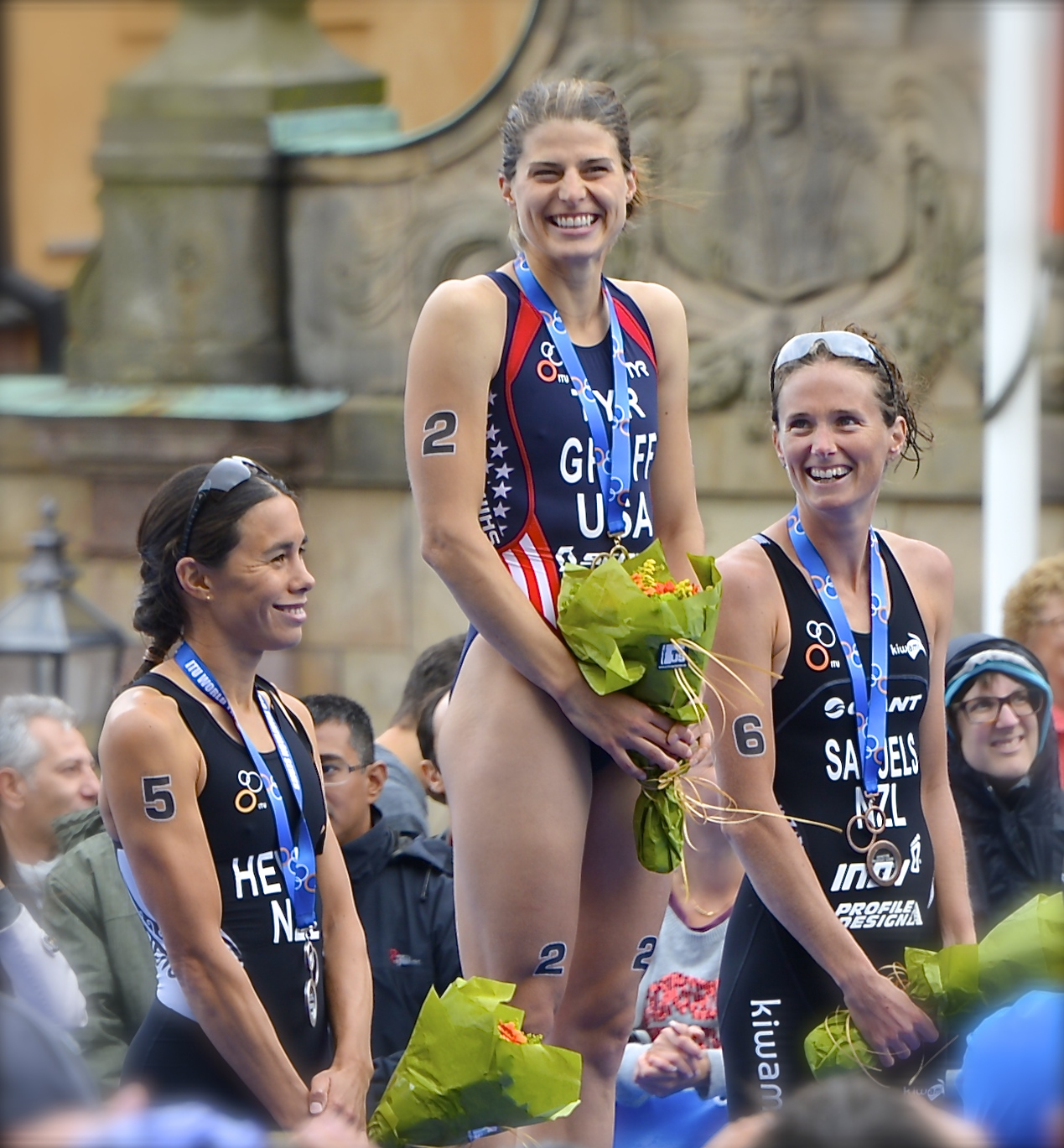
Стокгольм

## Загальний залік
У таблиці зазначені сумарні показники найсильніших спортсменів сезону. Також зазначені досягнення українських тріатлоністів:
| Місце | Тріатлоніст             | Набрані очки |
| ----- | ----------------------- | ------------ |
|       | Хав'єр Гомес (ESP)      | 4860         |
|       | Маріо Мола (ESP)        | 4601         |
|       | Джонатан Браунлі (GBR)  | 4501         |
| 4     | Алістер Браунлі (GBR)   | 4006         |
| 5     | Жуан Жозе Перейра (POR) | 3817         |
| 6     | Венсан Луї (FRA)        | 3148         |
| 7     | Дмитро Полянський (RUS) | 3041         |
| 8     | Річард Мюррей (RSA)     | 2911         |
| 9     | Раян Бейлі (AUS)        | 2165         |
| 10    | Аарон Ройл (AUS)        | 2064         |
| 11    | Грегор Бухгольц (GER)   | 1965         |
| 12    | Фернандо Аларса (ESP)   | 1939         |
| 13    | Жуан Сілва (POR)        | 1839         |
| 14    | Свен Рідерер (SUI)      | 1828         |
| 15    | Адам Бовден (GBR)       | 1825         |
| 16    | Ден Вілсон (AUS)        | 1743         |
| 17    | Аарон Гарріс (GBR)      | 1700         |
| 18    | Алессандро Фабіан (ITA) | 1623         |
| 19    | Раян Сіссонс (NZL)      | 1558         |
| 20    | Штеффен Юстус (GER)     | 1538         |
|       |                         |              |
| 34    | Ростислав Пєвцов (AZE)  | 1004         |
| 45    | Іван Іванов (UKR)       | 746          |
| 58    | Данило Сапунов (UKR)    | 504          |
| 92    | Єгор Мартиненко (UKR)   | 263          |
| 121   | Олексій Сюткін (UKR)    | 188          |

| Місце | Тріатлоністка               | Набрані очки |
| ----- | --------------------------- | ------------ |
|       | Гвен Йоргенсен (USA)        | 5085         |
|       | Сара Грофф (USA)            | 3987         |
|       | Андреа Г'юїтт (NZL)         | 3845         |
| 4     | Джоді Стімпсон (GBR)        | 3453         |
| 5     | Нікі Семюелс (NZL)          | 3073         |
| 6     | Гелен Дженкінс (GBR)        | 2903         |
| 7     | Емма Джексон (AUS)          | 2647         |
| 8     | Ейлін Рід (IRL)             | 2543         |
| 9     | Кірстен Світленд (CAN)      | 2540         |
| 10    | Аліса Бетто (ITA)           | 2518         |
| 11    | Юрі Іде (JPN)               | 2309         |
| 12    | Вендула Фрінтова (CZE)      | 2269         |
| 13    | Памела Олівейра (BRA)       | 2174         |
| 14    | Рахель Кламер (NED)         | 2118         |
| 15    | Клаудія Рівас (MEX)         | 2089         |
| 16    | Кеті Зеферес (USA)          | 2036         |
| 17    | Емма Моффатт (AUS)          | 1965         |
| 18    | Сара-Енн Бро (CAN)          | 1854         |
| 19    | Ай Уеда (JPN)               | 1732         |
| 20    | Шарлотта Бонін (ITA)        | 1679         |
|       |                             |              |
| 74    | Юлія Єлістратова (UKR)      | 311          |
| 109   | Інна Рижих (UKR)            | 138          |
| 123   | Олександра Степаненко (UKR) | 92           |

- Гранд-фінал
- Гранд-фінал
- Гранд-фінал